# Чейз-филд
Чейз-филд (англ. Chase Field) — бейсбольный стадион в Финиксе (штат Аризона). Является домашней площадкой клуба Главной лиги бейсбола «Аризона Даймондбэкс». Стадион был открыт в марте 1998 года перед дебютной игрой «Даймондбэкс». Постройка «Чейз-филд» обошлась в 354 миллиона долларов, владельцем является округ Марикопа, власти которого для финансирования строительства подняли налоги на торговлю. Изначально стадион носил название Bank One Ballpark от названия спонсора — чикагского банка Bank One, а в 2005 году, после поглощения банка нью-йоркской компанией JPMorgan Chase, приобрёл нынешнее название.
«Чейз-филд» имеет выдвижную крышу и оснащён мощной системой управления микроклиматом, при этом трава на игровом поле натуральная. У правой центральной зоны поля находится VIP-зона, в которой присутствует плавательный бассейн. В 2008 году на стадионе было установлено современное информационное табло с размерами 14 на 41 метр. «Чейз-филд» вмещает 48 569 зрителей.
На стадионе прошло четыре матча Мировой серии 2001 года, в которой игроки «Аризона Даймондбэкс» победили «Нью-Йорк Янкис». В 2006 году «Чейз-филд» принял три матча первого раунда Мировой бейсбольной классики. В 2011 году на стадионе прошёл Матч всех звёзд Главной лиги бейсбола.